# Pediococcus cellicola
Pediococcus cellicola — вид грампозитивних молочнокислих бактерій родини Lactobacillaceae. Штам бактерії виділений у винному погребі у провінції Хебей в Китаї.

## Опис
Це грампозитивні, неспороутворюючі, нерухливі коки діаметром 0,8 мкм, що існують парами або тетрадами. Бактерії факультативно анаеробні. Виробляють молочну кислоту завдяки ферментації глюкози, але не ферментують каталазу. Крім того бактерії ферментують рамнозу, рибозу, ксилозу, лактозу, мальтозу, трегалозу і сахарозу. Бактерії виживають у 10 % розчині етанолу.